# Helsingin Toverit
Helsingin Toverit – fiński klub piłkarski z siedzibą w Helsinkach, stolicy państwa.

## Osiągnięcia
- Mistrz Finlandii: 1942

## Historia
Klub założony został w 1916 roku. W 1932 roku klub debiutował w najwyższej lidze mistrzostw, a w 1941 po raz ostatni zagrał w niej, po czym spadł do drugiej ligi.